# نعمان عبد الغني
نعمان عبد الغني هو كاتب صحفي رياضي جزائري ولد في الثالث والعشرين من مارس عام 1967 بولاية قالمة الجزائرية، وتخرج من جامعة باجي مختار بمدينة عنابة بالجزائر عام 1993، وشغل العديد من المناصب في مجال الرياضة والأدب والصحافة الرياضية، وهو مدير تحرير مجلة أخبار العالم الرياضية الرقمية.

## المناصب
عمل نعمان عبد الغني أمينًا عامًا للأكاديمية الدولية لتكنولوجيا الرياضة بالسويد، وعضوًا بالمجلس الدولي للصحة والتربية البدنية والرياضة والتعبير الحركي والترويح، وأمينًا عامًا مساعدًا باتحاد التربويين العرب، وعضوًا بالاتحاد الدولي للتسويق والاستثمار الرياضي، كما أنه عضو في الاتحاد الدولي للأكاديميين العرب، وعضو في الأكاديمية العراقية للرياضة، وعضو الاتحاد الدولي للصحافة الرياضية، وعضو الجمعية الإفريقية لعلوم التربية البدنية والرياضة، وعضو الاتحاد السعودي للتربية البدنية والرياضة، وعضو لجنة الطب الرياضي بالاتحاد العربي للثقافة البدنية، وعضو رابطة الأكاديميين العرب للتربية البدنية وعلوم الرياضة، وعضو أكاديمية أكسفورد لعلوم السلامة، وعضو اتحاد المدونين العرب، وعضو اتحاد الكتاب الجزائريين.

## مؤلفاته
ألف نعمان عبد الغني العديد من الكتب في مجال الرياضة من بينها:
- كتاب «الإدارة الرياضية» بمشاركة لطيفة عبد الله شرف الدين وصدر عام 2009 عن وزارة الثقافة والإعلام بمملكة البحرين.
- كتاب «العولمة وتأثيرها على الرياضة في الوطن العربي» بمشاركة د.بوعجناق كمال، وصدر عن مكتبة دار الخلدونية بالعاصمة الجزائرية الجزائر.
- كتاب «الاستثمار والتسويق الرياضي» وصدر عام 2017 عن دار نور للنشر بألمانيا.
- كتاب «موسوعة الألعاب الرياضية» بمشاركة الدكتور مجيلي صالح، وصدر عام 2017 عن دار الكتاب الحديث المصرية بالقاهرة.
- كتاب «الاتجاهات الحديثة في الإدارة الاستراتيجية الرياضية» بمشاركة الدكتور حمروش أحمد رضا، وصدر عام 2017 عن دار الهدى بمدينة عين مليلة بالجزائر.[3]